# LOVE SONG (ツイストの曲)
「LOVE SONG」（ラブソング）は、1980年2月にリリースされた、ツイストの7枚目のシングルである。

## 解説
日本航空 '80 沖縄キャンペーンのイメージソングとなった。
TBSテレビ「ザ・ベストテン」の10位以内ランクイン、及び同番組への出演は同曲が最後だった。

## 収録曲
1. LOVE SONG―Please listen to my song―
  - 作詞・作曲：世良公則／編曲：ツイスト
2. HELLO
  - 作詞：ふとがね金太／作曲：世良公則／編曲：ツイスト